# 新城毅彦
新城 毅彦（しんじょう たけひこ、1962年2月9日 - ）は、日本の映画監督、演出家である。デジタルハリウッド大学客員准教授。

## 経歴
1962年生まれ、東京都出身。
1990年代より、『あすなろ白書』や『イグアナの娘』など、テレビドラマの演出を手がけている。2006年、『ただ、君を愛してる』で長編映画監督デビューを果たす。
その後、『僕の初恋をキミに捧ぐ』や『潔く柔く』など、少女漫画原作の恋愛映画を次々と手がけており、廣木隆一、三木孝浩とともに「胸キュン映画三巨匠」と呼ばれることもある。

## フィルモグラフィー

### 映画（監督）
- ただ、君を愛してる（2006年）
- Life 天国で君に逢えたら（2007年）
- 僕の初恋をキミに捧ぐ（2009年）
- Paradise Kiss（2011年）
- 潔く柔く（2013年）
- 四月は君の嘘（2016年）
- ひるなかの流星（2017年）
- 午前0時、キスしに来てよ（2019年）[5]
- なのに、千輝くんが甘すぎる。（2023年）
- 矢野くんの普通の日々（2024年）
- 366日（2025年）

### テレビドラマ（演出）
- あすなろ白書（1993年）
- 輝く季節の中で（1995年）
- イグアナの娘（1996年）
- ふたり（1997年）- 監督
- 君の手がささやいている（1997年 - 2001年）
- ボーイハント （1998年）
- ルージュ（2001年）
- アルジャーノンに花束を（2002年）
- 恋文 〜私たちが愛した男〜（2003年）
- マザー&ラヴァー（2004年）
- 南くんの恋人（2004年）- 監督
- 曲がり角の彼女（2005年）
- レガッタ〜君といた永遠〜（2006年）
- 恋愛小説（2006年）
- 赤川次郎ミステリー 4姉妹探偵団（2008年）
- お母さんの最後の一日（2010年）- 監督
- ステップファザー・ステップ（2012年）
- 望郷 「みかんの花」（2016年）- 監督
- 僕たちがやりました（2017年）- 監督
- アプリで恋する20の条件（2021年）- 監督
- 嘘から始まる恋（2021年）- 監督
- 俺の可愛いはもうすぐ消費期限!?（2022年） - 監督
- ボーイフレンド降臨!（2022年） - 監督
- 日曜の夜ぐらいは…（2023年） - 監督
- Destiny（2024年） - 監督